# دهستان مهرآباد (ابرکوه)
دهستان مهرآباد (ابرکوه) نام دهستانی در بخش بهمن شهرستان ابرکوه، استان یزد در ایران است. براساس سرشماری مرکز آمار ایران در سال ۱۳۸۵، جمعیت آن ۱۹۷۶ نفر (۵۸۰ خانوار) بوده‌است.